# Gonolobus
Gonolobus  es un género de plantas con flores con 110 especies de la familia Apocynaceae. Es originario de América del Norte, América Central, América del Sur y Antillas.

## Descripción
Son enredaderas o, raramente, las hierbas postradas, con látex de color blanco. Las hojas son largamente pecioladas; herbáceas o con tacto de papel de 2-16 cm de largo, ovadas o elípticas, basalmente cordadas o, en raras ocasiones, redondeadas, el ápice agudo a acuminado o, raramente, obtuso,  tricomas densamente pubescentes o hirsutos, blanquecinos, amarillentos o marrón.
Las inflorescencias son extra-axilares con 1-10 flores, simples, pedunculadas, pedúnculos cortos y pedicelos a veces casi obsoletos, por lo general glabros. Tiene un número de cromosomas de: 2n = 22 (G. barbatus Kunth).

## Taxonomía
El género fue descrito por André Michaux y publicado en Flora Boreali-Americana 1: 119. 1803.

## Especies seleccionadas
- Gonolobus acuminatus
- Gonolobus adenophorus
- Gonolobus albomarginatus
- Gonolobus albus
- Gonolobus allenii
- Gonolobus altatensis
- Gonolobus andinus
- Gonolobus angustifolius
- Gonolobus angustilobus
- Gonolobus antennatus
- Gonolobus antioquensis
- Gonolobus araneosus
- Gonolobus campii Morillo
- Gonolobus condurango Decne.
- Gonolobus edulis
- Gonolobus saraguranus Morillo

## Morfología del fruto en la especie Gonolobus edulis[3]
Los frutos de Gonolobus edulis (conocido comúnmente como cuayote) son fusiformes, de color verde claro al madurar, y poseen típicamente cuatro o cinco alas longitudinales. Cada fruto presenta una sutura longitudinal por la que se abre al alcanzar la madurez, liberando numerosas semillas provistas de un vilano o coma micropilar, que facilita su dispersión por el viento. Además, contienen abundante látex blanco, que debe ser eliminado antes del consumo.
En una investigación publicada en 2025 en la prestigiosa revista Cuadernos de Investigación UNED, de la Universidad Estatal a Distancia de Costa Rica, se realizó por primera vez una caracterización morfológica detallada de los frutos de esta especie, utilizando muestras provenientes de cuatro accesiones recolectadas en distintas regiones de Costa Rica, tanto rurales como urbanas, y a distintas altitudes. Se midieron variables como peso, longitud, ancho, grosor, número de alas dorsales y ventrales (completas e incompletas), y diversas relaciones dimensionales.
Los resultados mostraron una notable variabilidad entre accesiones. La accesión 1, proveniente de un ambiente rural a mayor altitud, presentó los frutos más grandes, con un peso promedio de 394,3 g y una longitud de 171,5 mm. En cambio, la accesión 4, de un ambiente urbano y menor altitud, mostró frutos más pequeños, con un peso promedio de 204,3 g y una longitud de 141,8 mm. En general, los frutos de accesiones rurales (1 y 2) fueron más anchos y gruesos que los de accesiones urbanas (3 y 4).
En cuanto al número de alas, todas las accesiones presentaron mayoritariamente dos alas ventrales completas, pero las accesiones 2 y 3 destacaron por mostrar una mayor cantidad de alas ventrales incompletas, y por ende, un mayor número total de alas longitudinales (hasta 5). Asimismo, la accesión 3 presentó el mayor número de alas dorsales completas.
Las relaciones de forma también variaron: la accesión 2 tuvo los frutos más redondeados (con una relación longitud\:ancho de 1,47), mientras que la accesión 4 mostró frutos más alargados (relación longitud\:grosor de 2,01). Esta variabilidad morfológica podría estar relacionada con factores ambientales como la altitud, temperatura y tipo de suelo, y representa una base útil para futuros estudios de conservación y fitomejoramiento de la especie.